# Karangsambung (Karangsambung)
Karangsambung is een bestuurslaag in het regentschap Kebumen van de provincie Midden-Java, Indonesië. Karangsambung telt 3806 inwoners (volkstelling 2010).